# Fernwald
Fernwald est une municipalité allemande située dans l'arrondissement de Giessen et dans le land de la Hesse.

## Source
- (de) Cet article est partiellement ou en totalité issu de l’article de Wikipédia en allemand intitulé « Fernwald » (voir la liste des auteurs).